# 貝爾特拉 (帕拉州)

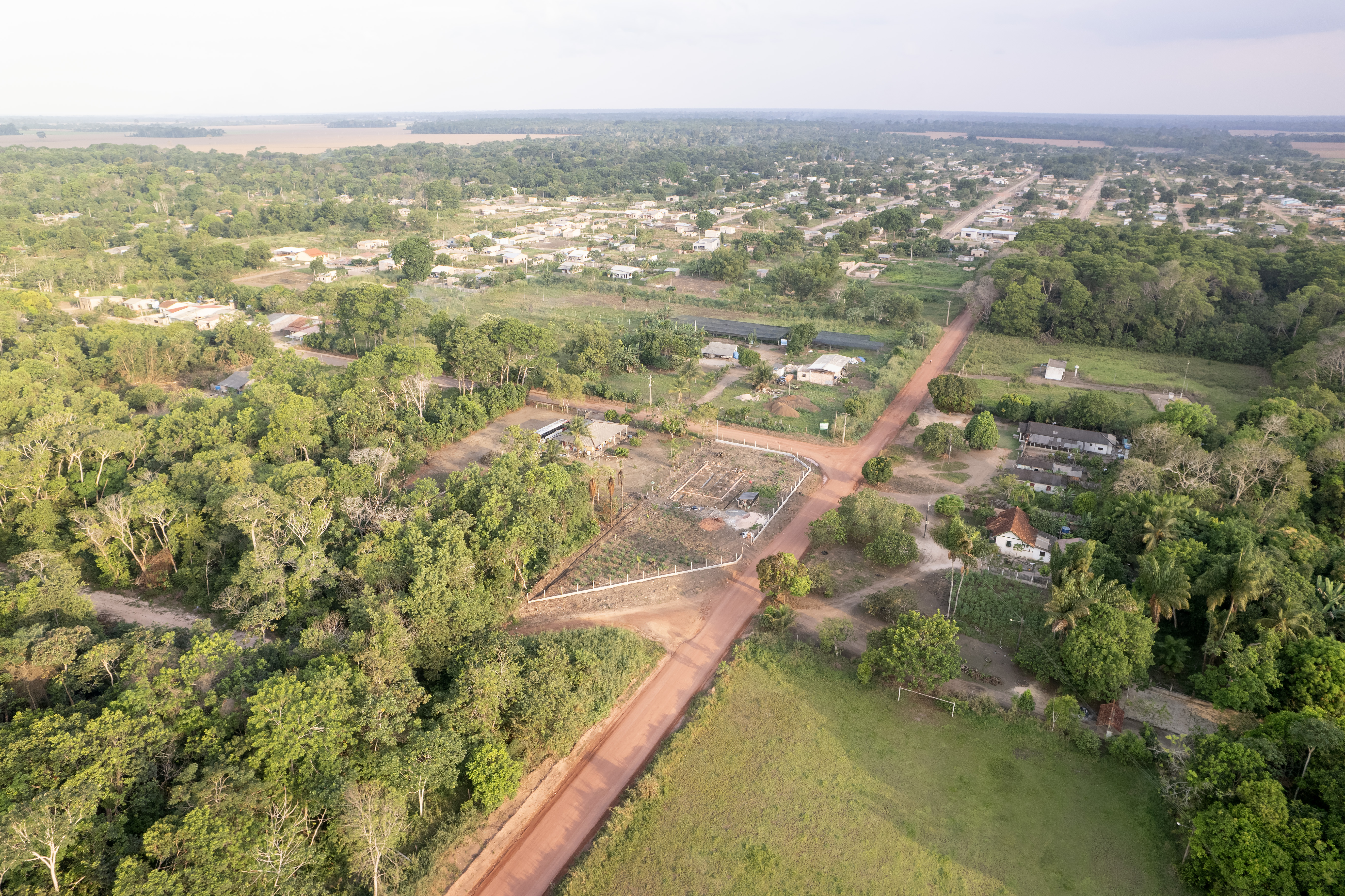
貝爾特拉

貝爾特拉（葡萄牙語：Belterra），是巴西的城鎮，位於該國北部，由帕拉州負責管轄，始建於1995年12月29日，面積4,398平方公里，海拔高度152米，2010年人口16,324，人口密度每平方公里3.71人。